# Camarhynchus psittacula
Camarhynchus psittacula là một loài chim trong họ Thraupidae.

## Hình ảnh

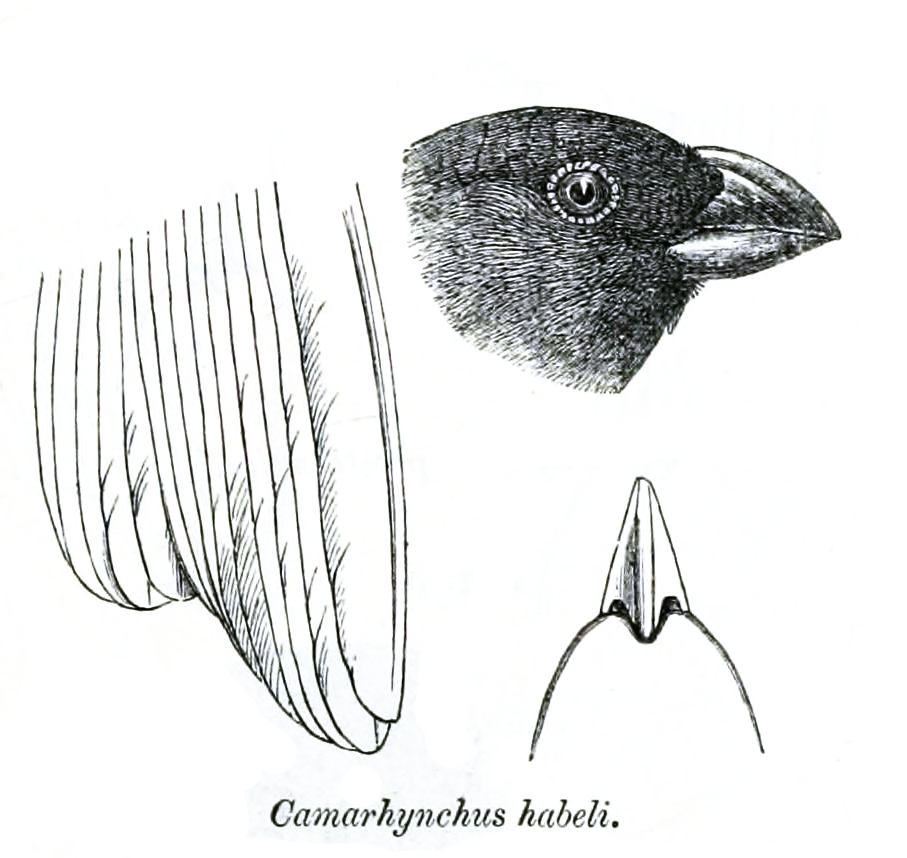
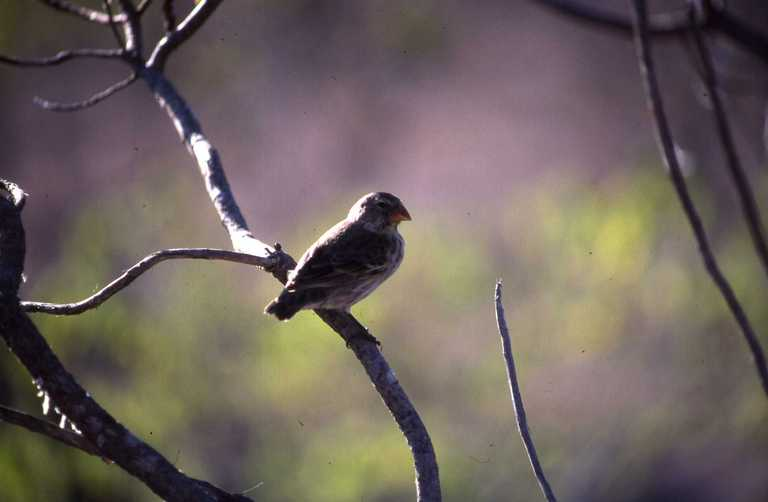